# Vasilij Meljnikov
Vasilij Meljnikov (rusko Василий Мельников), rusko-slovenski violinist (*25. oktober 1962, Novorossijsk, Rusija)

## Življenjepis
Violino je študiral na glasbeni akademiji v Minsku pri eni najbolj znanih ruskih profesoric, violinistki Olgi Parhomenko, učenki in pomočnici slovitega Davida Ojstraha. Pri njej je opravil tudi magistrski študij, potem pa se je izpopolnjeval pri pedagogih konservatorija Peter Čajkovski v Moskvi. S pedagoškim delom je začel kot profesor na Posebni srednji šoli za izredne glasbene talente in kot asistent poučeval na glasbeni akademiji v Minsku, hkrati je bil član Državnega komornega orkestra Belorusije, s katerim je koncertiral v državah nekdanje Sovjetske zveze ter drugod po Evropi. Od leta 1990 pedagoško in umetniško deluje v Sloveniji. Je profesor na Akademiji za glasbo v Ljubljani, kot solist in komorni glasbenik pa se mojstrsko predstavlja na številnih koncertnih odrih. Leta 1997 je prejel prvo nagrado na mednarodnem tekmovanju Vienna Modern Masters na Dunaju. Zadnja leta je tudi mentor Simfoničnega orkestra Akademije za glasbo v Ljubljani, ki ima odmevne koncerte doma in v tujini. Med letoma 2004 in 2010 je sodeloval kot koncertni mojster Simfoničnega orkestra RTV Slovenija. Je naturalizirani slovenski državljan.